# Lysandra albocrenata
Lysandra albocrenata är en fjärilsart som beskrevs av Tutt 1910. Lysandra albocrenata ingår i släktet Lysandra och familjen juvelvingar. Inga underarter finns listade i Catalogue of Life.